# تل قلعه آب باریک
تل قلعه آب باریک مربوط به سده‌های متأخر دوران‌های تاریخی پس از اسلام است و در شهرستان شیراز، بخش زرقان، دهستان زرقان، پالایشگاه شیراز، کیلومتری ۵ جاده پالایشگاه بطرف پارک جنگلی، سمت راست جاده واقع شده و این اثر در تاریخ ۳۰ بهمن ۱۳۸۶ با شمارهٔ ثبت ۲۰۸۷۰ به‌عنوان یکی از آثار ملی ایران به ثبت رسیده است.